# Tim Yeung
Pour les articles homonymes, voir Yeung.
Tim Yeung est un batteur de death metal américain né le 27 novembre 1978.

## Biographie
Il fonde son premier groupe, Windbreed, en 1992, avec lequel il enregistre plusieurs demos et qui se sépare en 1996. L'année suivante, il devient le premier batteur de Hate Eternal, qu'il quitte en 2000.
Il accompagne Vital Remains en concert de 2003 à 2006. En 2006, il intègre deux nouveaux groupes, World Under Blood et Divine Heresy, le groupe de Dino Cazares.
En 2010, Tim Yeung rejoint le groupe de death metal Morbid Angel en remplacement de Pete Sandoval et participe à l'album Illud Divinum Insanus. Il quitte World Under Blood en 2011 et Divine Heresy en 2012 pour se consacrer pleinement à Morbid Angel.
Il joue avec Pestilence en 2012.
En 2016, il fonde I Am Morbid avec l'ancien chanteur de Morbid Angel David Vincent, Bill Hudson (Circle II Circle, Jon Oliva's Pain) et Ira Black (Vicious Rumors, Lizzy Borden, Heathen).

## Discographie

### AvecHate Eternal
- Conquering the Throne (1999)

### Avec Aurora Borealis
- Time, Unveiled (2002)

### Avec Divine Heresy
- Bleed the Fifth (2007)
- Bringer of Plagues (2009)

### AvecMorbid Angel
- Illud Divinum Insanus (2010)

### Avec World Under Blood
- Tactical (2011)